# Загородній Олександр Сергійович
Олекса́ндр Сергі́йович Загоро́дній (1964—2014) — старший солдат, Збройні сили України, учасник російсько-української війни.

## Життєпис
Народився 1964 року в місті Дніпродзержинськ. Здобув середню освіту. Створив родину.
У часі війни — кулеметник, 39-й батальйон територіальної оборони «Дніпро-2».
21 липня 2014-го увечері біля селища Кам'янка на український блокпост заїхав мікроавтобус, який був начинений вибухівкою, та підірвався. Від вибуху загинуло п'ять військових — Олександр Загородній, старший сержант Ігор Волошин, старший сержант Юрій Кривсун, старший сержант Костянтин Буша, солдат Олександр Калаянов.
Похований у Дніпродзержинську.
Без Олександра лишились дружина й син 1990 р.н.

## Нагороди та вшанування
За особисту мужність і героїзм, виявлені у захисті державного суверенітету та територіальної цілісності України, вірність військовій присязі під час російсько-української війни
- нагороджений орденом «За мужність» III ступеня (4.6.2015, посмертно).
- нагороджений пам'ятною відзнакою міського голови — нагрудним знаком «Захисник України» (посмертно, розпорядження міського голови від 11.10.2016 року).